# Ivan Puni
Ivan Albertovič Puni (rusky: Иван Альбертович Пуни; známý též jako Jean Pougny; 22. března 1890 – 28. prosince 1956) byl rusko–francouzský avantgardista a umělec.

## Život
Narodil se 22. března 1890 v Kuokkale. Dlouho se spekulovalo o datu jeho narození, až byl v roce 2019 v petrohradském archivu nalezen jeho rodný list. V něm je uvedeno datum narození 22. března 1890. Byl vnukem významného italského skladatele baletní hudby Cesare Pugniho. Jeho otec chtěl, aby se stal vojákem, ale on se místo toho rozhodl stát se malířem.

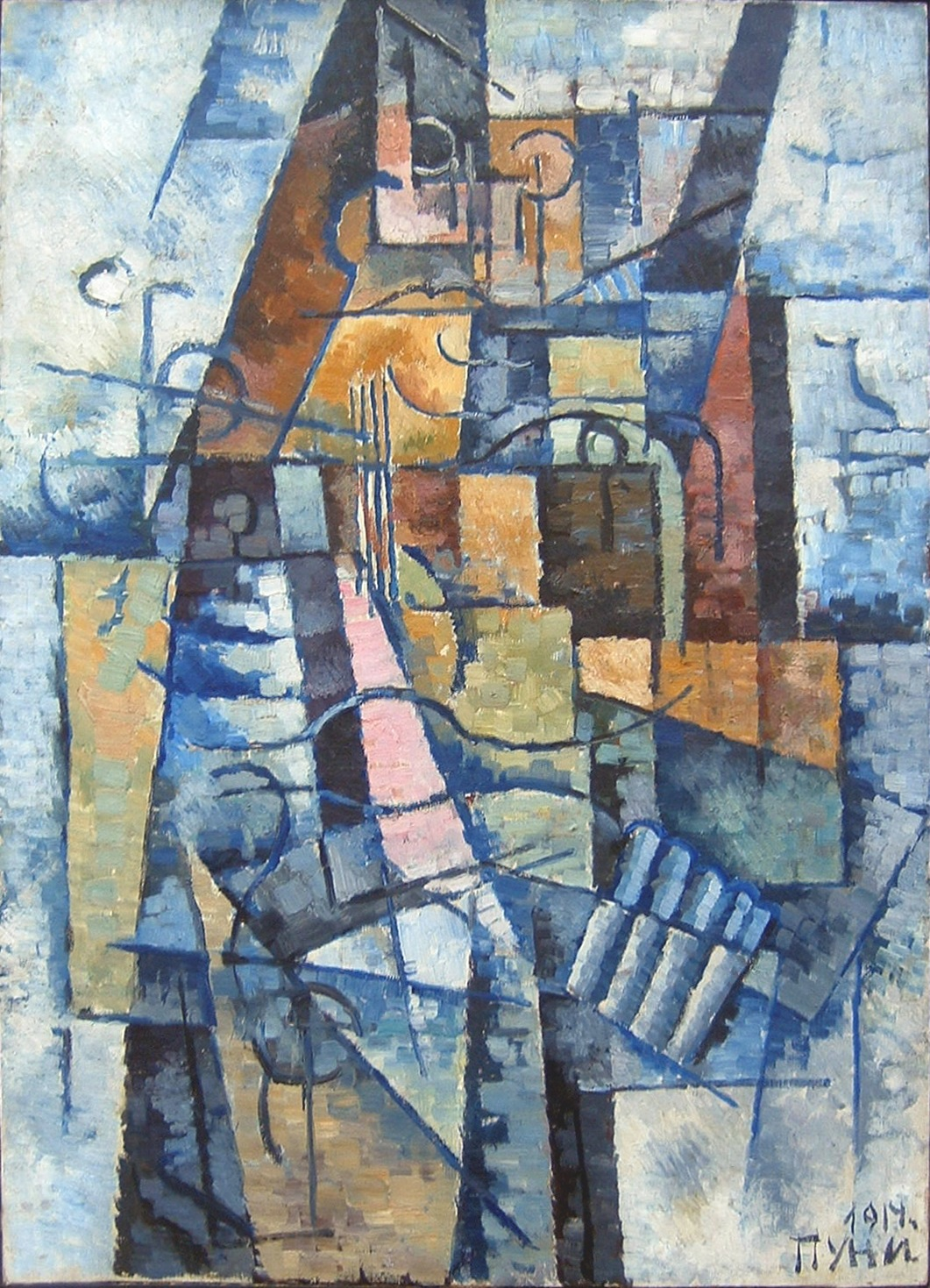
Portrait of Artist's Wife

V letech 1910 a 1911 se vzdělával v Paříži na Julianově akademii. Věnoval se převážně fauvistickému stylu. Po návratu do Ruska se oženil s kolegyní Xenií Boguslavskou. V roce 1914 odcestoval do Paříže a do Petrohradu se vrátil až s vypuknutím první světové války. Tehdy začal malovat v kubistickém stylu připomínajícím Juana Grise.
Se svoji manželkou emigroval z Ruska v roce 1920, nejprve do Finska a poté do Berlína. Během tohoto pobytu navrhoval kostýmy a kulisy pro divadelní představení a vydal teoretickou knihu Modern Painting.
V roce 1923 se přestěhovali do Paříže, kde pokračoval ve vývoji svého stylu, který prošel několika metamorfózami. Až v roce 1943 svůj styl ustálil na variantě postimpresionismu či lyrického primitivismu. Ve Francii se přejmenoval na Jeana Pougnyho a poté získal i francouzské občanství. Zemřel v Paříži v roce 1956.